# فؤاد المرعي
فؤاد المرعي (1938 - 2022) هو أديب وكاتب ومترجم وناقد أدبي سوري.

## سيرة
ولد فؤاد المرعي في العام 1938 في مدينة صافيتا السورية (حيث كان والده وهو من تلكلخ، يعمل شرطياً). حصل في العام 1964 على إجازة في اللغة الروسية وآدابها من جامعة لومونوسوف الحكومية في موسكو، وحصل في العام نفسه على دبلوم من الجامعة نفسها، عن أطروحة بعنوان: «المرأة في مجتمع الأبلوموفيين» تناولت صور المرأة في أعمال الروائيين الروس في القرن التاسع عشر.
في العام 1973 حصل على الدكتوراه في الأدب في تخصص «النقد الأدبي الروسي في النصف الثاني من القرن التاسع عشر» (الروسية: русская литературная критика во второй половине XIX века) وذلك عن أطروحة بعنوان: «تصنيف الأدب الروسي في القرن التاسع عشر في أعمال الديمقراطيين الروس».
أصبح مدرساً في كلية الآداب - قسم اللغة العربية، جامعة حلب، من 1976 حتى 1978، وثم عضواً في هيئة التدريس في الكلية من العام 1978 إلى 1983، وثم عمل أستاذاً مساعداً في الكلية نفسها من العام 1983 حتى العام 1989، ثم أصبح أستاذا في الكلية نفسها العام 1989. أحيل للتقاعد في العام 2003، وتم التمديد له بالكلية حتى تاريخ انقطاعه بالشهر التاسع من العام 2013.

## نهجه في التدريس
عن نهجه في التدريس يقول الناقد أحمد الحسين أحد الذين تتلمذوا علي يديه: 
«لم يكن الدكتور المرعي حريصاً في محاضراته على خلق نسخ له، أو مريدين متبنّين لمنهجه النقديّ؛ بل كان يحرص على الحوار الخلّاق مع طلابه، وكان يناقشهم بحرية، مؤمناً بحقهم في الاختلاف معه حتى العظم؛ وهكذا أفسح لهم المجالَ كي يكتبوا بحرية كاملة، وكان يشجعهم على الاختلاف معه في القضايا النقدية التي يثيرها، ولذلكَ كان من الممكن للطالب أن يكتب ما يريد في الامتحان، أو في الأطروحة الجامعية التي يعدها من دون أن يؤثر ذلك في الدرجة التي يمكن أن ينالها لو تجرّأ على مخالفته في الرأي، أو انتهى إلى نتيجة لا يقرّها هو. وقد تخرج على يديه طلاب وباحثون مرموقون في عدد من الدول العربية بينها الجزائر واليمن وسورية أعطوا جديداً على صعيدي الدراسة الجمالية، والنقد الأدبي، منهم: سعدالدين كليب، وعبد الله عساف، وحسين الصّديق، ونورالدين السد، ومحمد تحريشي، وعبد الله بن قرين، وغيرهم».

## أعماله
ألف فؤاد المرعي نحو 16 كتابًا في النقد والأدب والتاريخ واللغة، وترجم ما يزيد على 60 كتابًا من اللغة الرّوسيّة، كان آخرها رواية "الجريمة والعقاب" لدوستويفسكي، التي صدرت عن دار ذات السّلاسل في الكويت، في ثلاثة أجزاء ضخمة تقع في حوالي 2000 صفحة، كما أشرف على ما يزيد عن 250 أطروحة ماجستير ودكتوراة، وله عشرات المقالات والأبحاث:

### مؤلفاته
| م  | اسم الكتاب                                        | عام النشر للطبعة الأولى | الناشر للطبعة الأولى                        | مصدر   |
| -- | ------------------------------------------------- | ----------------------- | ------------------------------------------- | ------ |
| 1  | المدخل إلى علم الادب                              | 1978                    | مديرية الكتب والمطبوعات الجامعية - حلب      | [ 13 ] |
| 2  | المدخل إلى الآداب الأوروبية                       | 1980                    | جامعة حلب                                   | [ 14 ] |
| 3  | مقدمة في نظرية الأدب                              | 1980                    | دار الحداثة - بيروت                         | [ 15 ] |
| 4  | في تاريخ الأدب الحديث: الرواية - المسرحية - القصة | 1982                    | كلية الآداب، جامعة حلب                      | [ 16 ] |
| 5  | مبادئ النقد ونظرية الأدب                          | 1990                    | كلية الآداب، جامعة حلب                      | [ 17 ] |
| 6  | النقد الأدبي الحديث                               | 1995                    | منشورات جامعة حلب                           | [ 18 ] |
| 7  | الوعي الجمالي عند العرب قبل الاسلام               | 1989                    | الابجدية للنشر                              | [ 19 ] |
| 8  | الجمال والجلال (دراسة في المقولات الجمالية)       | 1991                    | دار طلاس، دمشق                              | [ 20 ] |
| 9  | في اللغة والتفكير                                 | 2002                    | دار المدى للثقافة والنشر، دمشق              | [ 21 ] |
| 10 | نظرية الشعر في النقد الأوروبي القديم              | 2007                    | دار المركز الثقافي                          | [ 22 ] |
| 11 | بحوث نظرية في الأدب والفن                         | 2008                    | وزارة الثقافة، الهيئة العامة السورية للكتاب | [ 23 ] |

### ترجماته
ترجم فؤاد المرعي أكثر من ستين كتاباً من اللغة الروسية إلى العربية، أغلبها تدور حول مجالات الأدب والرواية. من هذه الكتب:
| م | اسم الكتاب                                           | اسم الكتاب باللغة الأصلية (الروسية) | المؤلف                                  | التاريخ | التاريخ    | مصدر   |
| م | اسم الكتاب                                           | اسم الكتاب باللغة الأصلية (الروسية) | المؤلف                                  | التأليف | الترجمة    | مصدر   |
| - | ---------------------------------------------------- | ----------------------------------- | --------------------------------------- | ------- | ---------- | ------ |
| 1 | الممارسة النقدية                                     |                                     | فيسارون غريغوريفتش بيلينسكي             |         | 1982       | [ 24 ] |
| 2 | الصيّاد يظهر فجأة                                     | вдруг охотник выбегает              | يوليا ياكوفليفا (Юлия Юрьевна Яковлева) |         | أبريل 2021 | [ 25 ] |
| 3 | الانعكاس والفعل: ديالكتيك الواقعية في الإبداع الفني  |                                     | هورست ريديكر                            |         | 1977       |        |
| 4 | مسيرة الآلام (رواية) من 3 أجزاء                      |                                     | ألكسي تولستوي                           |         |            |        |
| 5 | علم الجمال البرجوازي المعاصر                         |                                     | مجموعة من العلماء السوفييت              |         |            |        |
| 6 | التوازن الاستراتيجي المفقود في القرن الحادي والعشرين |                                     | ألكسندر بانارين                         |         | 2006       |        |
| 7 | مختارات من الشعر الصيني القديم                       |                                     |                                         |         | 2010       | [ 26 ] |

## وفاته
توفي الدكتور فؤاد المرعي في اللاذقية في 31 تشرين الأول/أكتوبر 2022، ودفن في تلكلخ.